# Coupe des Amériques masculine de basket-ball des moins de 18 ans
Cet article traite de l'épreuve masculine. Pour la compétition féminine, voir Coupe des Amériques féminine de basket-ball des moins de 18 ans.
Le Championnat des Amériques masculin de basket-ball des moins de 18 ans est une compétition masculine de basket-ball qui oppose les meilleures sélections nationales des Amérique des joueurs de moins de 18 ans. Elle était organisée par la FIBA Amériques tous les 4 ans depuis 1990. Depuis 2008, la compétition a lieu tous les 2 ans. Le titre de champion des Amériques se joue donc entre 8 sélections des différentes zones de qualification aux Amériques. Les quatre équipes demi-finalistes de la compétition se qualifient directement pour la Coupe du monde masculine de basket-ball des 19 ans et moins.
L'édition 2020 est annulée par la FIBA Amériques, en raison de la pandémie de coronavirus.

## Palmarès
| Édition | Année | Pays hôte                                   | Finale                                      | Finale                                      | Finale                                      | Petite finale                               | Petite finale                               | Petite finale                               | MVP                                         |
| Édition | Année | Pays hôte                                   | Champion                                    | Score                                       | Deuxième                                    | Troisième                                   | Score                                       | Quatrième                                   | MVP                                         |
| ------- | ----- | ------------------------------------------- | ------------------------------------------- | ------------------------------------------- | ------------------------------------------- | ------------------------------------------- | ------------------------------------------- | ------------------------------------------- | ------------------------------------------- |
| 1re     | 1990  | Montevideo                                  | États-Unis                                  | 105–73                                      | Argentine                                   | Brésil                                      | 69–61                                       | Uruguay                                     | non mis en place                            |
| 2e      | 1994  | Santa Rosa                                  | États-Unis (2)                              | 77–72                                       | Argentine                                   | Porto Rico                                  | 70–47                                       | Venezuela                                   | non mis en place                            |
| 3e      | 1998  | Puerto Plata                                | États-Unis (3)                              | 91–66                                       | Argentine                                   | Brésil                                      | 74–70                                       | Venezuela                                   | non mis en place                            |
| 4e      | 2002  | Margarita                                   | Porto Rico                                  | 76–53                                       | Venezuela                                   | États-Unis                                  | 71–65                                       | Argentine                                   | non mis en place                            |
| 5e      | 2006  | San Antonio                                 | États-Unis (4)                              | 104–82                                      | Argentine                                   | Brésil                                      | 79–70                                       | Canada                                      | non mis en place                            |
| 6e      | 2008  | Formosa                                     | Argentine                                   | 77–64                                       | États-Unis                                  | Canada                                      | 83–68                                       | Porto Rico                                  | non mis en place                            |
| 7e      | 2010  | San Antonio                                 | États-Unis (5)                              | 81–78                                       | Brésil                                      | Canada                                      | 86–83 (OT)                                  | Argentine                                   | Quincy Miller                               |
| 8e      | 2012  | São Sebastião do Paraíso                    | États-Unis (6)                              | 81–56                                       | Brésil                                      | Canada                                      | 68–66                                       | Argentine                                   | Julius Randle                               |
| 9e      | 2014  | Colorado Springs                            | États-Unis (7)                              | 113–79                                      | Canada                                      | République dominicaine                      | 64–53                                       | Argentine                                   | Stanley Johnson                             |
| 10e     | 2016  | Valdivia                                    | États-Unis (8)                              | 99–84                                       | Canada                                      | Brésil                                      | 59–58                                       | Porto Rico                                  | Markelle Fultz                              |
| 11e     | 2018  | Saint Catharines                            | États-Unis (9)                              | 113–74                                      | Canada                                      | Argentine                                   | 87–79                                       | Porto Rico                                  | Quentin Grimes                              |
| 12e     | 2020  | Annulé en raison de la pandémie de Covid-19 | Annulé en raison de la pandémie de Covid-19 | Annulé en raison de la pandémie de Covid-19 | Annulé en raison de la pandémie de Covid-19 | Annulé en raison de la pandémie de Covid-19 | Annulé en raison de la pandémie de Covid-19 | Annulé en raison de la pandémie de Covid-19 | Annulé en raison de la pandémie de Covid-19 |
| 12e     | 2022  | Tijuana                                     | États-Unis (10)                             | 102–60                                      | Brésil                                      | Canada                                      | 81–57                                       | Argentine                                   | Cam Whitmore                                |
| 13e     | 2024  | Buenos Aires                                | États-Unis (11)                             | 110–70                                      | Argentine                                   | Canada                                      | 89–67                                       | République dominicaine                      | Darius Acuff Jr.                            |

## Médailles par pays
Tableau actualisé après le championnat 2024.
| Rang | Nation                 | Or | Argent | Bronze | Total |
| ---- | ---------------------- | -- | ------ | ------ | ----- |
| 1    | États-Unis             | 11 | 1      | 1      | 13    |
| 2    | Argentine              | 1  | 5      | 1      | 7     |
| 3    | Porto Rico             | 1  | 0      | 1      | 2     |
| 4    | Canada                 | 0  | 3      | 5      | 8     |
| 5    | Brésil                 | 0  | 3      | 4      | 7     |
| 6    | Venezuela              | 0  | 1      | 0      | 1     |
| 7    | République dominicaine | 0  | 0      | 1      | 1     |

## Détail par pays
| Équipe                      | 1990 | 1994 | 1998 | 2002 | 2006 | 2008 | 2010 | 2012 | 2014 | 2016 | 2018 | 2022 | 2024 | Total |
| --------------------------- | ---- | ---- | ---- | ---- | ---- | ---- | ---- | ---- | ---- | ---- | ---- | ---- | ---- | ----- |
| Argentine                   | 2e   | 2e   | 2e   | 4e   | 2e   | 1er  | 4e   | 4e   | 4e   | 5e   | 3e   | 4e   | 2e   | 12    |
| Bahamas                     |      |      |      |      | 7e   | 8e   |      |      |      |      |      |      |      | 2     |
| Belize                      |      |      |      |      |      |      |      |      |      |      |      |      | 8e   | 1     |
| Brésil                      | 3e   | 5e   | 3e   | 6e   | 3e   |      | 2e   | 2e   | 6e   | 3e   |      | 3e   | 5e   | 11    |
| Canada                      | 9e   | 7e   | 6e   | 7e   | 4e   | 3e   | 3e   | 3e   | 2e   | 2e   | 2e   | 3e   | 3e   | 13    |
| Chili                       |      |      |      |      |      |      |      |      |      | 6e   | 5e   |      |      | 2     |
| Colombie                    |      |      |      |      |      |      |      | 8e   |      |      |      |      |      | 1     |
| Costa Rica                  | 10e  |      |      |      |      |      |      |      |      |      |      |      |      | 1     |
| Cuba                        | 6e   |      | 7e   |      |      |      |      |      |      |      |      |      |      | 2     |
| Équateur                    |      |      |      |      |      |      |      |      |      |      | 8e   | 8e   |      | 2     |
| États-Unis                  | 1er  | 1er  | 1er  | 3e   | 1er  | 2e   | 1er  | 1er  | 1er  | 1er  | 1er  | 1er  | 1er  | 13    |
| Îles Vierges des États-Unis |      |      |      |      |      |      | 7e   | 7e   |      | 7e   |      |      |      | 3     |
| Mexique                     |      | 9e   | 8e   | 8e   | 8e   | 7e   | 8e   | 5e   | 7e   |      |      | 6e   |      | 9     |
| Panama                      | 7e   | 8e   |      |      |      |      |      |      |      |      | 7e   |      |      | 3     |
| Porto Rico                  | 5e   | 3e   |      | 1er  | 5e   | 4e   | 6e   | 6e   | 5e   | 4e   | 4e   | 5e   | 7e   | 12    |
| République dominicaine      |      | 6e   | 5e   | 5e   |      |      |      |      | 3e   | 8e   | 6e   | 7e   | 4e   | 8     |
| Uruguay                     | 4e   | 9e   |      |      | 6e   | 6e   | 5e   |      | 8e   |      |      |      |      | 6     |
| Venezuela                   | 8e   | 4e   | 4e   | 2e   |      | 5e   |      |      |      |      |      |      | 6e   | 6     |
| Total                       | 10   | 10   | 8    | 8    | 8    | 8    | 8    | 8    | 8    | 8    | 8    | 8    | 8    |       |

Légende : en gras le pays organisateur.